# 少白岭古道
29°48′13.11″N 121°45′0.41″E / 29.8036417°N 121.7501139°E
少白岭古道，又称小白岭古道，位于中国浙江省宁波市鄞州区东吴镇小白村，建于明代至清代，全长2.2公里，宽2米，由自然块石、条石铺就，沿线有五佛镇蟒塔、馒头石、揖让亭、太坪庵、少白庙等古迹，其中揖让亭位于古道的中间段，小白塔的东面，是古代旅客去天童寺的必经之地:410，2020年8月5日公布为鄞州区文物保护单位。